# 헥터 피터슨
헥터 피터슨(Hector Pieterson, 1963년 8월 19일 ~ 1976년 6월 16일)은 소웨토 항쟁 당시 경찰의 총격에 의해 살해당한 남아프리카 공화국의 학생이며, 이를 한 사진 작가가 촬영해 전 세계에 알려졌다. 피터슨은 남아프리카 공화국에서 벌어진 아파르트헤이트 저항 운동의 상징이 되었으며, 피터슨이 살해당한 6월 16일은 남아프리카 공화국의 청년의 날로 지정되었다.

## 같이 보기
- 소웨토 항쟁